# B-4 (kanonierka)
Kanonierka "B-4" (ros. Канонерская лодка "Б-4") – rosyjski okręt wojenny Floty Czarnomorskiej.
Okręt został zbudowany jako barka z własnym napędem parowym. W lutym 1917 r. została ona włączona w skład Flotylli Dunajskiej jako kanonierka o oznaczeniu "K-17". Na pocz. lipca tego roku opancerzono ją i uzbrojono w 1 działo 152 mm. Brała udział w końcowym okresie I wojny światowej. Działała w ujściu Dunaju, ubezpieczając wojska Frontu Rumuńskiego. 9 stycznia 1918 r. przeszła do Floty Czarnomorskiej. 18 stycznia tego roku opanowali ją zrewolucjonizowani marynarze. 28 marca w porcie w Odessie okręt przejęli Niemcy, zaś 24 listopada alianccy interwenci. W kwietniu 1919 r. alianci przekazali go Białym. Zaliczono go do Floty Czarnomorskiej Białych jako kanonierkę "B-4". W sierpniu tego roku wspierała ogniem artyleryjskim atak Symferopolskiego Oficerskiego Pułku Piechoty na Chersoń, który doprowadził do zajęcia miasta. Z okrętu został też wysadzony na brzeg niewielki oddział desantowy. Podczas ewakuacji wojsk adm. Piotra N. Wrangla została zatopiona w nocy z 14 na 15 listopada 1920 r. koło Eupatorii z powodu silnego sztormu.